# Gualtieri Sicaminò
Gualtieri Sicaminò (Guateri Sicaminò in siciliano) è un comune italiano di 1 505 abitanti della città metropolitana di Messina in Sicilia.

## Storia
Lo storico Tommaso Fazello documenta il centro a sei miglia dal castello di Milazzo, leggermente ad est rispetto alla cittadina di Santa Lucia del Mela.

### Simboli
Lo stemma e il gonfalone sono stati concessi con DPR del 24 aprile del 2000.
Stemma
Lo stemma riunisce i simboli di quattro fra le principali famiglie che ebbero la signoria a Gualtieri: i Gavarretta, i Marino, i Graffeo e gli Avarna.
Gonfalone

## Monumenti e luoghi d'interesse

### Architetture religiose

#### Chiese
- XIV secolo, Chiesa di Santa Maria Annunziata
- XV secolo, Duomo di San Nicola di Bari
- XV secolo, Chiesa di Santa Maria Assunta
- XV secolo, Chiesa di Santa Maria del Santo Sabato o Chiesa di Gesù e Maria (Soccorso)
- XVI secolo, Chiesa di San Nicola di Bari (Sicaminò)
- XVI secolo, Chiesa Santa Maria del Perpetuo Soccorso (Soccorso)
- XVII secolo, Chiesa Santa Maria dell'Idria (Soccorso)
- 1753, Chiesa della Misericordia
- XIX secolo, Chiesa di San Cataldo
- Chiesa di San Giuseppe
- Chiesa della Madonna delle Grazie (Sicaminò)[13]

### Architetture civili
- XV secolo, Ponte Vecchio
- Palazzo baronale degli Avarna e la Cappella baronale.

### Aree naturali
- Cascate del Cataolo: il torrente Gualtieri, che si trova nell’omonimo paese scorre in varie gole, all’interno delle quali si formano numerose cascatelle di cui il tratto più famoso è proprio quello delle Cascate del Cataolo, facilmente raggiungibile da un sentiero.[14]

## Società

### Evoluzione demografica
Abitanti censiti

### Etnie e minoranze straniere
Al 31 dicembre 2021 gli stranieri residenti nel comune erano 36, ovvero il 2,3% della popolazione. Di seguito sono riportati i gruppi più consistenti:
1. Romania 21
2. Marocco 3

### Tradizioni e folclore
Le attrattive principali che il paese offre ai turisti e residenti sono:
- Festa di San Nicola di Bari, si svolge l’ultima domenica di agosto, spettacolo pirotecnico interregionale.
- Festa della Madonna del Perpetuo Soccorso, nella località di Soccorso piccolo borgo frazione del Comune, si svolgono i  Solenni Festeggiamenti il 22 Agosto di ogni anno.
- Sagra dell'Arancia, tradizionale manifestazione che si svolge la terza domenica di maggio con degustazione di dolci a base di arancia, spettacoli musicali e folkloristici.
- Sagra "Du Pasticciottu di Soccorso", manifestazione che si svolge la seconda domenica di maggio, ricca  di tradizione con degustazione del dolce tipico e ottimo vino Zibibbo.[18]

## Economia

### Agricoltura
Assumono particolare rilevanza l’agrumicoltura e la coltura dell’ulivo e della vite.
Il paese è uno dei Comuni della zona di produzione del vino DOC Mamertino Ansonica - Grillo.

## Amministrazione
Di seguito è presentata una tabella relativa alle amministrazioni che si sono succedute in questo comune.

### Altre informazioni amministrative
Il comune di Gualtieri Sicaminò fa parte delle seguenti organizzazioni sovracomunali: regione agraria n.9 (Colline litoranee di Milazzo).